# Agathon (Architekt)
Agathon (altgriechisch Ἀγάθων) war ein griechischer Architekt, der im 4. Jahrhundert v. Chr. in Delphi tätig war und dort in mehreren Inschriften erwähnt wird. Er bildete mit seinem Sohn Agasikrates und seinem Enkel Agathokles eine Dynastie offizieller Tempelarchitekten in Delphi. Agathon stellte den Apollon-Tempel VI in Delphi zwischen 343 und 330 v. Chr. fertig.

## Inschriften
- Corpus des inscriptions de Delphe (CID) 2, 46 = Fouilles de Delphes (FD) 3, 5, 41–42 (342–340 v. Chr.)
- CID 2, 50 = FD 3, 5, 37 (339 v. Chr.)
- CID 2, 55 = FD 3, 5, 38 (337 v. Chr.)
- CID 2, 62 = FD 3, 5, 25 = Dittenberger, Sylloge inscriptionum Graecarum, 3. Auflage, 247 (335/334 v. Chr.)
- CID 2, 81A = FD 3, 5, 62 (333 v. Chr.)
- CID 4, 44 = FD 3, 3, 184 = Sylloge, 3. Auflage, 494 (262/261 v. Chr.).